# Seeheim (Münsing)

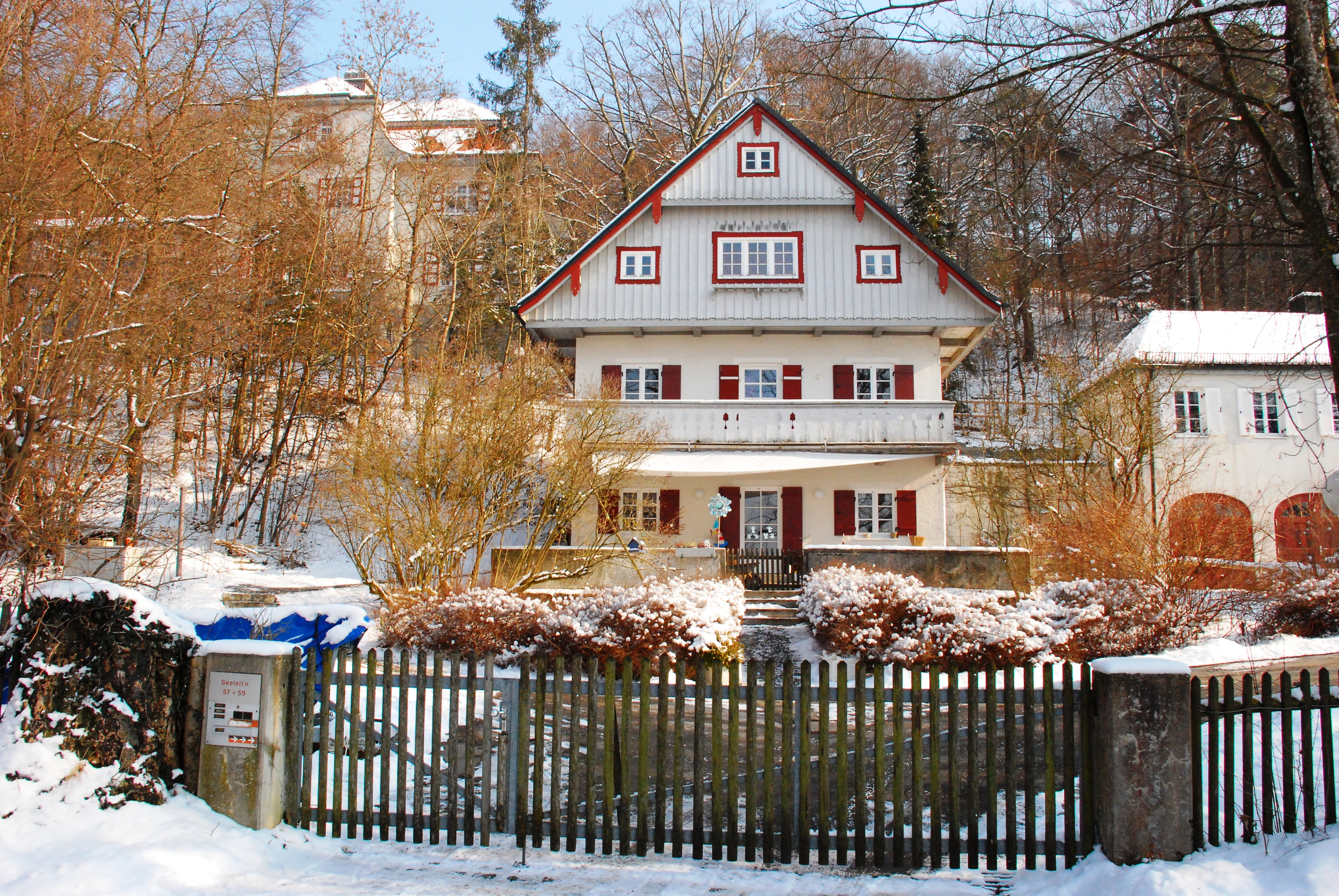
Haus Seeleiten 57 in Seeheim

Seeheim ist ein Gemeindeteil von Münsing im oberbayerischen Landkreis Bad Tölz-Wolfratshausen. Das Dorf liegt am Starnberger See.

## Baudenkmäler
Siehe: Liste der Baudenkmäler in Münsing#Seeheim